# (33748) 1999 PP4
1999 بي بي 4 (ويعرف أيضًا باسم (33748) 1999 بي بي 4 وفق تسمية الكوكب الصغير) (بالإنجليزية: 1999 PP4)‏ هو كويكب ضمن حزام الكويكبات؛ وترتيبه 33748 من حيث الاكتشاف.
اكتُشف هذا الجُرم الفلكي بواسطة جون بروفتون في 15 أغسطس 1999.

## وصلات خارجية
- (33748) 1999 PP4 في قاعدة بيانات مختبر الدفع النفاث لأجرام النظام الشمسي الصغيرة

- الاكتشاف · مخطط المدار ·  العناصر المدارية · المعلمات المادية

- (33748) 1999 PP4 على موقع ويكي سكاي: DSS2, SDSS, GALEX, IRAS, Hydrogen α, X-Ray, Astrophoto, Sky Map, Articles and images